# Niderlandy Hiszpańskie
Niderlandy Hiszpańskie (Południowe Niderlandy nid. Zuidelijke Nederlanden, hisz. Países Bajos del Sur, fr. Pays-Bas méridionaux) – potoczna nazwa holenderskich i belgijskich posiadłości Hiszpanii w latach 1556–1581; od abdykacji cesarza Karola V Habsburga do momentu rewolty w Holandii, gdzie powstała wówczas niepodległa holenderska Republika Zjednoczonych Prowincji. Pozostałe przy Hiszpanii i zamieszkane przez katolików tereny belgijskie zwano odtąd Niderlandami Południowymi.
Kraina ta składała się z większości terenów współczesnej Belgii, Holandii, Luksemburga oraz Nord-Pas-de-Calais - regionu w północnej Francji.

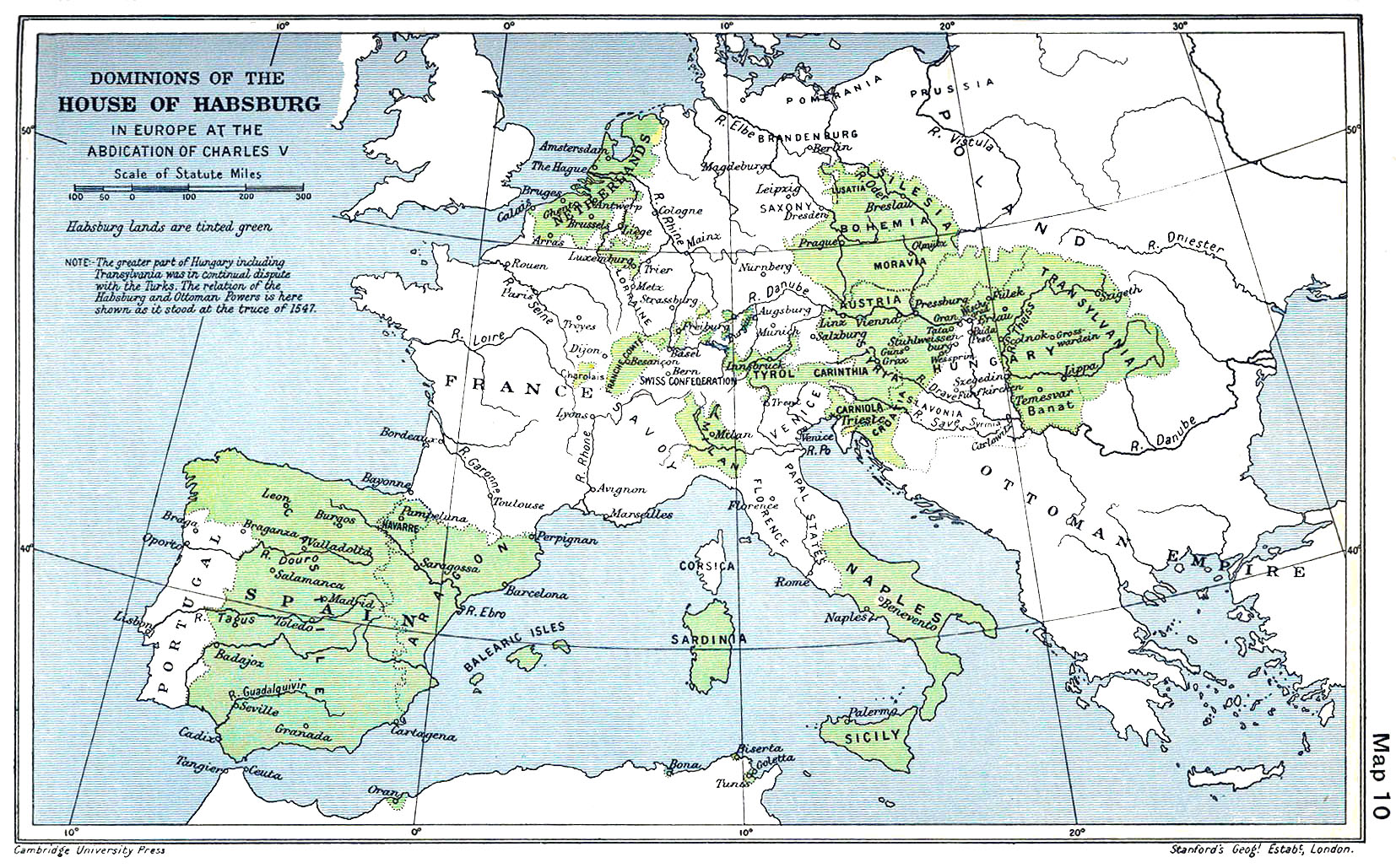
Mapa posiadłości Habsburgów w połowie XVI wieku wraz z Niderlandami